# Amine Rzig
Amine Rzig, né le 25 août 1980 à Nabeul, est un basketteur tunisien actif de 1998 à 2019.
Il dispute le championnat du monde 2010 et les Jeux olympiques de 2012 avec l'équipe de Tunisie.

## Palmarès

### Clubs
- Champion de Tunisie : 2006, 2008, 2010, 2011, 2017, 2018
- Champion d'Égypte : 2012
- Vainqueur de la coupe de Tunisie : 2004, 2007, 2008, 2009, 2010, 2011, 2017, 2018
- Médaille de bronze à la coupe arabe des clubs champions : 2010
- Médaille d'argent à la coupe d’Afrique des clubs champions 2013 (Tunisie)
- Médaille d'argent à la coupe d’Afrique des clubs champions 2017 (Tunisie)

### Sélection nationale

#### Jeux olympiques
- 11e des Jeux olympiques 2012

#### Championnat d'Afrique
- Médaille d'or au championnat d'Afrique 2011
- Médaille de bronze au championnat d'Afrique 2009
- Médaille de bronze au championnat d'Afrique 2015

#### Jeux méditerranéens
- Médaille de bronze aux Jeux méditerranéens de 2013

#### Championnat arabe des nations
- Médaille d'or au championnat arabe des nations 2008
- Médaille d'or au championnat arabe des nations 2009

### Distinctions personnelles
- Meilleur marqueur et meilleur joueur étranger du championnat d'Égypte de la saison 2008-2009
- Nommé dans le cinq majeur du championnat d'Afrique 2009
- Meilleur pourcentage de panier à trois points (58,8 %) de la coupe d'Afrique des clubs champions 2017
- Meilleur entraîneur du championnat de Tunisie lors de la saison 2019-2020